# Rampe (théâtre)
Pour les articles homonymes, voir Rampe.

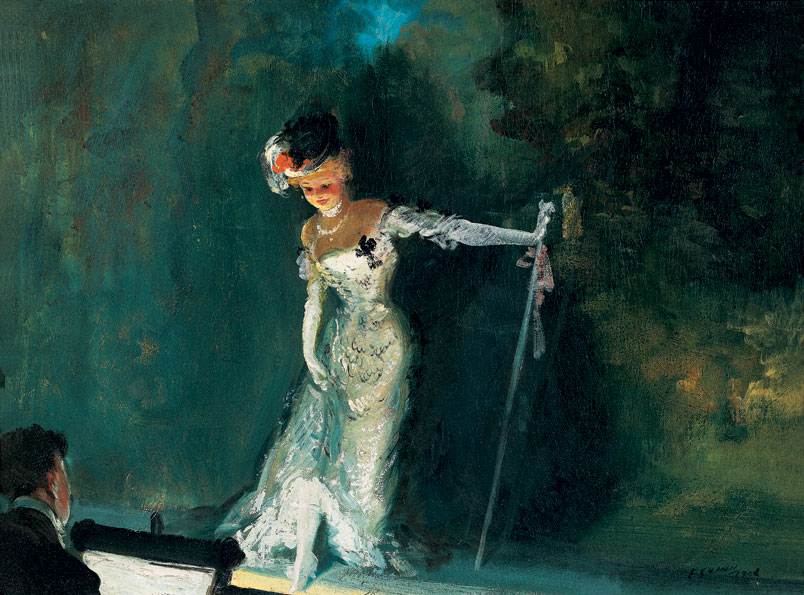
La Revue d'Everett Shinn (1908) : l'actrice qui s'avance vers la fosse d'orchestre est essentiellement éclairée par la rampe.

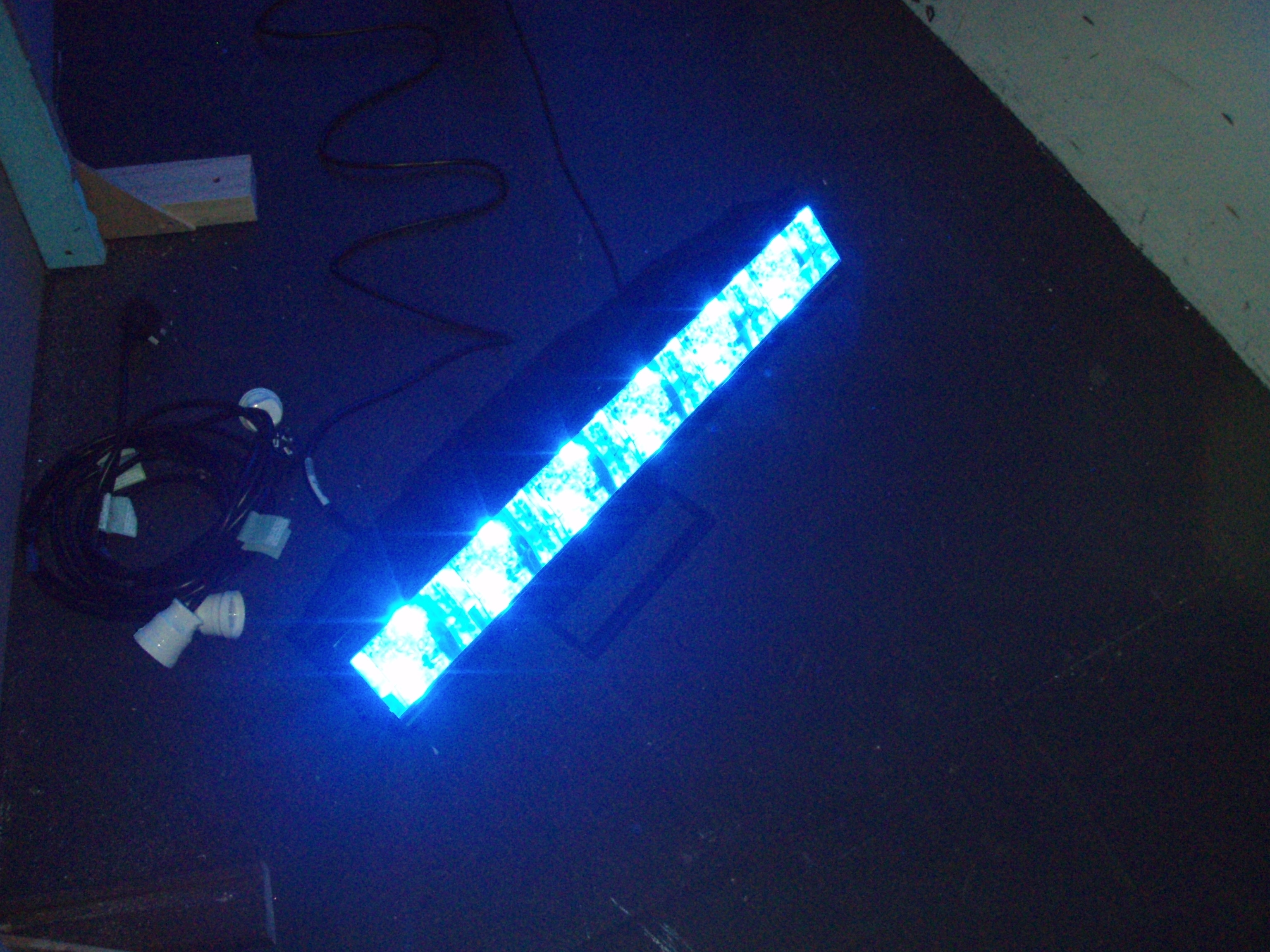
Une rampe moderne.

Dans le langage du théâtre, la rampe est une rangée de lumières placée sur le devant de la scène et qui permet d'éclairer les comédiens par en bas, sans gêner la vue des spectateurs. Son usage très ancien a utilisé successivement les chandelles, les bougies et les lampes à huile ; il s'est prolongé et amélioré du début à la fin du XIXe siècle avec le gaz d'éclairage, puis l'électricité.
D'autres appareils de même conception formaient le luminaire scénique : ce sont les herses horizontales au-dessus des décors et les portants verticaux placés dans les coulisses. Ces équipements ne sont plus en usage. 

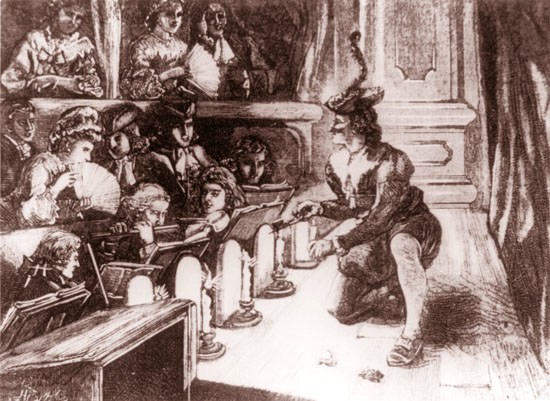
Rampe ancienne.